# 이언 호더
이언 리처드 호더 CMG FBA (Ian Richard Hodder, 1948년 11월 23일, 브리스톨 에서 출생)는 영국의 고고학자이다.
그는 1974년부터 1977년까지 리즈 대학교의 강사였다 그런 다음 케임브리지 대학으로 돌아와 고고학 부교수(1977~1981)와 강사(1981~1990)로 재직했다. 1990년부터 2000년까지 그는 케임브리지 고고학 부서의 책임자이자 케임브리지 다윈 칼리지의 석학회원이었다. 1999년 호더는 미국 스탠퍼드 대학교로 옮겼다.